# Bahnhof Stuttgart-Zuffenhausen
Der Bahnhof Zuffenhausen ist ein Knotenbahnhof der Stuttgarter S-Bahn in Stuttgart-Zuffenhausen. Mit seinen sechs Bahnsteiggleisen zählt er zu den größten Bahnhöfen im Stadtgebiet Stuttgart.

## Geschichte

### Anfangszeit
Am 15. Oktober 1846 nahmen die Königlich Württembergischen Staats-Eisenbahnen die erste Zuffenhäuser Bahnstation an der Württembergischen Zentralbahn von Esslingen (Neckar) nach Ludwigsburg in Betrieb. Dieser Haltepunkt verfügte über ein einstöckiges Empfangsgebäude, das 13,50 Meter lang und 8,60 Meter breit war. Darin wohnten ein Bahnmeister sowie ein Bahnwärter, außerdem existierte ein Fahrkartenschalter und ein Warteraum. Die Station befand sich auf Höhe der heutigen Bönnigheimer Straße, das heißt etwas nördlich des heutigen Bahnhofs. Sie befand sich eine Achtelstunde vom Dorf entfernt, neben Fahrgästen aus Zuffenhausen nutzten vor allem auch Reisende aus Korntal das neue Verkehrsmittel im Nachbarort.
1852 baute die Staatsbahn die Nordbahn zwischen Stuttgart und Bietigheim zweigleisig aus, ab 1855 war auch die Post im Empfangsgebäude untergebracht.

### Zuffenhausen wird Trennungsbahnhof
Seit den beginnenden 1860er Jahren planten die Königlich Württembergischen Staats-Eisenbahnen eine Verbindung von Stuttgart in den Nordschwarzwald. Nach längeren Kontroversen um eine Streckenführung über Böblingen oder über Zuffenhausen beschloss der Landtag am 13. August 1865 per Gesetz, die Schwarzwaldbahn in Zuffenhausen von der Nordbahn abzweigen zu lassen und über Leonberg und Weil der Stadt nach Calw zu führen.

Bahnhof Zuffenhausen um 1870

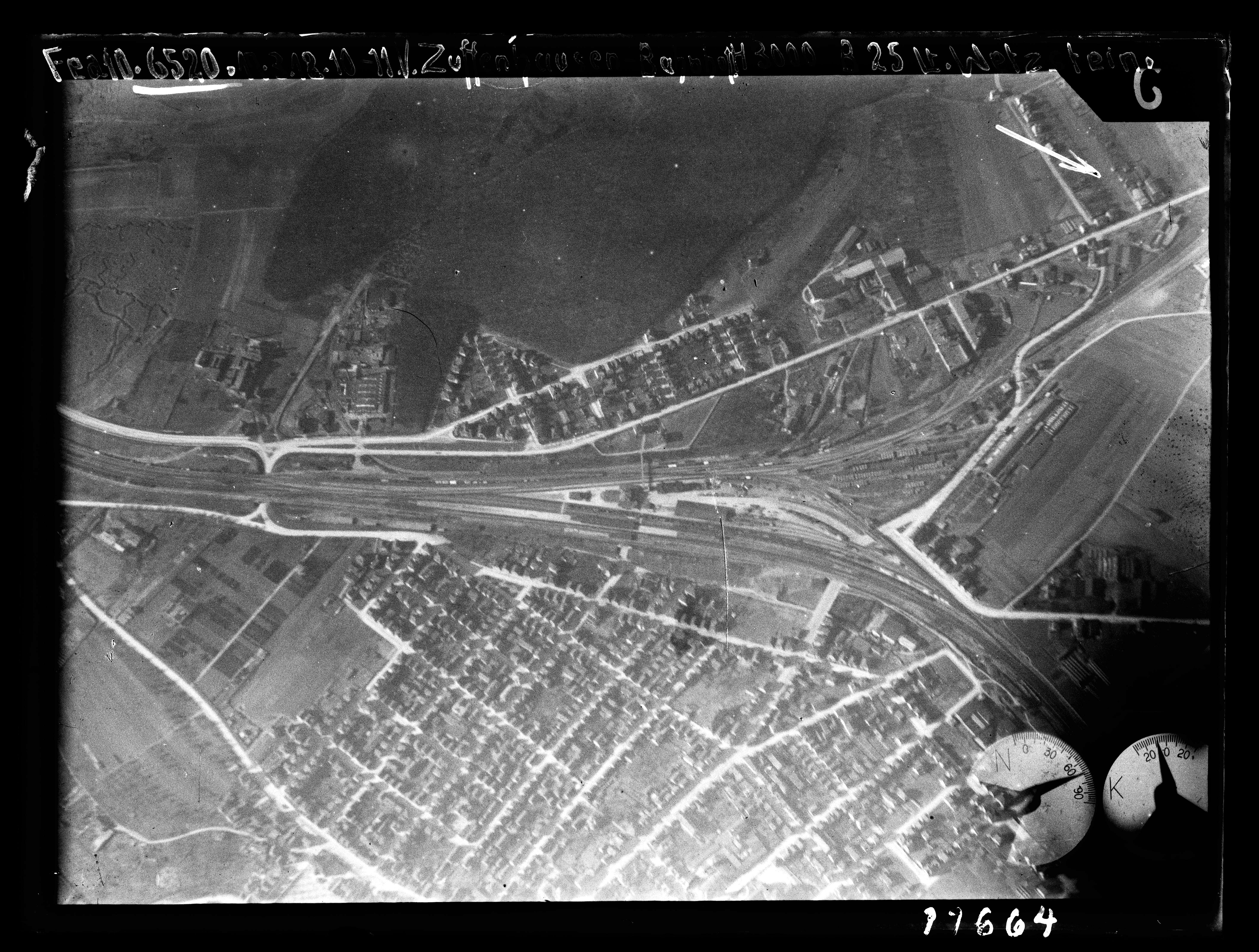
Luftbild des Bahnhofs, März 1918

Der erste Teilabschnitt zwischen Zuffenhausen und Ditzingen wurde am 23. September 1868 dem Verkehr übergeben. Für den neuen Keilbahnhof erbaute Carl Julius Abel 1868 ein neues, größeres und dem erhöhten Fahrgastaufkommen angemessenes Empfangsgebäude. An einen dreigeschossigen Kopfbau schloss sich ein zweigeschossiger Anbau an. Den Abschluss nach Süden bildete ein polygonaler Anbau ähnlich einer Apsis. Er diente als Wartesaal. Damit ähnelte der Bau den – ebenfalls von Abel erbauten – Empfangsgebäuden in Jagstfeld, Brötzingen und Waiblingen. Aufgrund der Wartezeiten beim Umsteigen wurde eine Restauration eingerichtet. Auch ein Güterschuppen und eine Lokomotivremise mit Werkstatt kamen hinzu.

### Reichsbahnzeit
Bereits 1907 genehmigte der Landtag den viergleisigen Ausbau zwischen Stuttgart Hbf und Ludwigsburg. Im Mai 1926 stellte die Deutsche Reichsbahn den Abschnitt zwischen Feuerbach und dem Posten 12 (südlich von Kornwestheim Pbf) fertig. Infolge der Wirtschaftskrise wurde die Stadt am 1. April 1931 nach Stuttgart eingemeindet, am 1. Mai 1931 benannte die Deutsche Reichsbahn den Bahnhof deshalb in Stuttgart-Zuffenhausen um.
Nach der Elektrifizierung zweier Gleise begann am 15. Mai 1933 auf dem Abschnitt Stuttgart Hbf–Ludwigsburg der Stuttgarter Vorortverkehr.

### Bundesbahnzeit
1973 wurde ein neues SpDr-L60-Stellwerk in Betrieb genommen.
Für die S-Bahn baute die Deutsche Bundesbahn den Bahnhof um. Dabei verschwanden die Relikte aus dem 19. Jahrhundert. 1980 wurde das alte Empfangsgebäude abgerissen und 1982 durch den heutigen Neubau ersetzt. Neben den Empfangsgebäuden in Waiblingen von 1980 und Ludwigsburg von 1992 handelt es sich um einen der wenigen Bahnhofsneubauten als Ersatz für alte Bausubstanz nach dem Wiederaufbau in Württemberg.
Der Spurplan im heutigen S-Bahn-Bereich des Bahnhofs wurde im Zuge der Baumaßnahmen grundlegend verändert. Dabei entstand auch das Überwerfungsbauwerk für das Gleis 11 Richtung Weil der Stadt.
Seit 1991 fädelt nördlich des Bahnhofes die Schnellfahrstrecke Mannheim–Stuttgart aus der Frankenbahn aus.

### Ausblick
Die Stadt Stuttgart plant eine mehrstufige Aufwertung des Bahnhofsumfeldes.
Bis 2030 soll der Bahnhof barrierefrei ausgebaut werden. 2027 sollen Bahnsteige auf S-Bahn-Niveau (96 cm) angehoben werden.

## Bahnbetrieb
Der Bahnhof Zuffenhausen ist ein Trennungsbahnhof, in ihm zweigt die Württembergischen Schwarzwaldbahn, die hier ihren Nullkilometer hat, von der Frankenbahn ab. An dieser befinden sich die Gleise 2 bis 6. Am Gleis 2 halten die S-Bahnen nach Stuttgart Schwabstraße, am Gleis 4 die S-Bahnen nach Bietigheim und Backnang. Die Gleise 3, 5 und 6 dienen durchfahrenden Zügen, die Bahnsteige an den Gleisen 5 und 6 werden planmäßig nicht genutzt.
Gleis 11, das von S-Bahnen nach Weil der Stadt und Böblingen befahren wird, befindet sich aufgrund der Hochlage an einem Bahnsteig, der mittels einer Brücke mit der oberhalb des Bahnhofs liegenden Schwieberdinger Straße verbunden ist. Das 991 m lange Überwerfungsbauwerk überquert südlich das S-Bahn-Gleis Ludwigsburg–Stuttgart und nördlich das Gütergleis Kornwestheim–Nordbahnhof. An den ebenen 385 m langen Mittelteil (mit einem 210 m langen Bahnsteig) schließen sich beidseitig mit 30 Promille geneigte Rampen von 290 bzw. 268 m Länge an.
Das wieder ebenerdig gelegene Gleis 12 dient den S-Bahnen nach Stuttgart Schwabstraße und diente bis Dezember 2012 auch einzelnen Zügen der Württembergischen Eisenbahn-Gesellschaft, die zwischen Feuerbach und Weissach verkehrten. Seit September 2022 hält hier die Linie S62, die in der Hauptverkehrszeit eine Expressverbindung nach Weil der Stadt herstellt.
Pro Tag halten planmäßig 320 bis 330 Züge.
Das Zuffenhausener Stellwerk Zf ist ein Relaisstellwerk vom Typ DrL60. Dem Bahnhof Zuffenhausen ist auch der Betriebsbahnhof Stuttgart-Zazenhausen an der Bahnstrecke Stuttgart-Untertürkheim–Kornwestheim als Bahnhofsteil zugeordnet, und der nördlich gelegene Bahnhof Kornwestheim Pbf wird von hier aus ferngestellt.
Im Juni 2016 wurde im Zuge des Projekts Stuttgart 21 ein 1,4 Millionen Euro teurer Umbau des Stellwerks beauftragt.

### S-Bahn
| Linie | Strecke |
| ----- | --- |
| S 4   | Backnang – Marbach – Ludwigsburg – Zuffenhausen – Hauptbahnhof (tief) – Schwabstraße                                                                           |
| S 5   | Bietigheim – Ludwigsburg – Zuffenhausen – Hauptbahnhof (tief) – Schwabstraße                                                                                   |
| S 6   | Weil der Stadt – Renningen – Leonberg – Zuffenhausen – Hauptbahnhof (tief) – Schwabstraße (Verstärkerzüge im Berufsverkehr zwischen Leonberg und Schwabstraße) |
| S 60  | Böblingen – Sindelfingen – Magstadt – Renningen – Leonberg – Zuffenhausen – Hauptbahnhof (tief) – Schwabstraße                                                 |
| S 62  | Weil der Stadt – Leonberg – Ditzingen – Weilimdorf – Korntal – Zuffenhausen – Feuerbach                                                                        |

Mitte 2017 waren rund 85 Prozent der in Zuffenhausen stadteinwärts fahrenden S-Bahnen verspätet, mit einer mittleren Verspätung von rund 0,9 Minuten.